# Alexander Solomon Wiener
Alexander Solomon Wiener (Nova York, 16 de març de 1907 - 6 de novembre de 1976) va ser un biòleg nord-americà reconegut internacionalment per la seva contribució al descobriment del factor Rh en 1940, amb Karl Landsteiner1. Fou un líder destacat en els camps de la medicina forense, la serologia i la immunogenètica. El seu treball pioner va portar al descobriment del factor Rh, juntament amb el Dr. Karl Landsteiner, i posteriorment al desenvolupament de mètodes d'intercanvi de transfusió que van salvar la vida d'innombrables nens amb malaltia hemolítica del nounat. Va rebre un Premi Lasker pels seus èxits en 1946.